# Третий дивизион чемпионата мира по хоккею с шайбой 2017
Чемпионат мира по хоккею с шайбой 2017 года в III-м дивизионе — спортивное соревнование хоккею с шайбой под эгидой ИИХФ, которое проходило с 10 по 16 апреля 2017 года в столице Болгарии Софии.

## Регламент турнира
Турнир проходил в два этапа. На первом этапе команды соревновались в группах. На втором этапе команды, занявшие первое и второе место в группах, разыграли турнир по олимпийской системе. Победитель получил право в следующем сезоне играть в группе В второго дивизиона 2018 года. Команды занявшие последние два места выбыли в квалификационный турнир 2018 года.
Изначально планировался турнир в III-м дивизионе и квалификационный турнир. В сентябре 2016 года было принято решение отменить квалификационный турнир, а две команды из квалификационного турнира были переведены в III-й дивизион. Незадолго до старта снялась с турнира сборная Боснии и Герцеговины. Было принято решение не менять сетку турнира, а боснийской сборной было решено засчитать поражения со счётом 0:5 во всех матчах.

## Итоги турнира
- Люксембург Вышла в группу В второго дивизиона 2018 года.
- ОАЭ Перешла в квалификационный турнир третьего дивизиона 2018 года.
- Босния и Герцеговина Перешла в квалификационный турнир третьего дивизиона 2018 года.

## Выборы места проведения
На право проведения турнира в третьем дивизионе была подана одна заявка: София (Болгария). Она и была окончательное утверждена на конгрессе ИИХФ в Москве во время проведения чемпионата мира по хоккею 2016 года.

## Участвующие команды
В турнире приняли участие 8 сборных: 3 из Европы, 4 из Азии и одна из Африки. Сборная Болгарии пришла в этот турнир из второго дивизиона, заняв там последнее место в 2016 году.
| Сборная              | Квалификация                                                                              |
| -------------------- | ----------------------------------------------------------------------------------------- |
| Болгария             | Хозяева, заняла 6-е место в группе B второго дивизиона и выбыла оттуда в 2016 году        |
| Грузия               | Заняла 2-е место в третьем дивизионе в прошлом году, впоследствии была дисквалифицирована |
| ЮАР                  | Заняла 3-е место в третьем дивизионе в прошлом году                                       |
| Люксембург           | Заняла 4-е место в третьем дивизионе в прошлом году                                       |
| Босния и Герцеговина | Заняла 5-е место в третьем дивизионе в прошлом году                                       |
| Гонконг              | Заняла 6-е место в третьем дивизионе в прошлом году                                       |
| ОАЭ                  | Первое участие после 2015 года                                                            |
| Тайвань              | Первое участие в чемпионатах                                                              |

## Предварительный турнир
|  | Команды, выходящие в финальный турнир |

## Группа А

### Таблица
| М | Сборная              | И | В | ВО | ПО | П | ШЗ | ШП | РШ  | О |
| - | -------------------- | - | - | -- | -- | - | -- | -- | --- | - |
| 1 | Болгария             | 3 | 3 | 0  | 0  | 0 | 18 | 3  | +15 | 9 |
| 2 | Гонконг              | 3 | 2 | 0  | 0  | 1 | 13 | 12 | +1  | 6 |
| 3 | Тайвань              | 3 | 1 | 0  | 0  | 2 | 7  | 8  | -1  | 3 |
| 4 | Босния и Герцеговина | 3 | 0 | 0  | 0  | 3 | 0  | 15 | -15 | 0 |

### Результаты
Время местное (UTC+3).
| 10 апреля 2017 | Босния и Герцеговина | 0 : 5 (ТП) | Гонконг | Зимний дворец спорта, София |

| Отчёт | Отчёт | Отчёт | Отчёт | Отчёт |
| ----- | ----- | ----- | ----- | ----- |
|       |       |       |       |       |
|       |       |       |       |       |
|       |       |       |       |       |
|       |       |       |       |       |
|       |       |       |       |       |
|       |       |       |       |       |
|       |       |       |       |       |
|       |       |       |       |       |
|       |       |       |       |       |

| 10 апреля 2017 20:00 | Болгария | 3 : 0 (0:0, 2:0, 1:0) | Тайвань | Зимний дворец спорта, София Зрителей: 950 |

| Отчёт | Отчёт                          | Отчёт   | Отчёт                                                                      | Отчёт            |
| --- | ------------------------------ | ------- | -------------------------------------------------------------------------- | ---------------- |
| |                                |         |                                                                            |                  |
| | Димитар Димитров — 00:00-60:00 | Вратари | 00:00-38:26 — Ляо Ю Чен 38:26-40:00 — Юань Шен Сун 40:00-60:00 — Ляо Ю Чен | Судья: Миха Байт |
| | Голы:                          |         |                                                                            | Судья: Миха Байт |
| Веселин Диков — 21:51 (Я. Гачев) Мирослав Васильев (бол.) — 38:55 (С. Мухачев, М. Бояджиев) Веселин Диков — 54:42 (Г. Искренов) | 1:0 2:0 3:0                    |         |                                                                            | Судья: Миха Байт |
| |                                |         |                                                                            | Судья: Миха Байт |
| |                                |         |                                                                            | Судья: Миха Байт |
| |                                |         |                                                                            | Судья: Миха Байт |
| 28 мин | Штраф                          | 18 мин  |                                                                            | Судья: Миха Байт |
| |                                |         |                                                                            |                  |
| | 55                             | Броски  | 7                                                                          |                  |

| 11 апреля 2017 | Босния и Герцеговина | 0 : 5 (ТП) | Тайвань | Зимний дворец спорта, София |

| Отчёт | Отчёт | Отчёт | Отчёт | Отчёт |
| ----- | ----- | ----- | ----- | ----- |
|       |       |       |       |       |
|       |       |       |       |       |
|       |       |       |       |       |
|       |       |       |       |       |
|       |       |       |       |       |
|       |       |       |       |       |
|       |       |       |       |       |
|       |       |       |       |       |
|       |       |       |       |       |

| 11 апреля 2017 20:00 | Гонконг | 3 : 10 (2:4, 1:2, 0:4) | Болгария | Зимний дворец спорта, София Зрителей: 800 |

| Отчёт | Отчёт                                                  | Отчёт | Отчёт                          | Отчёт            |
| --- | ------------------------------------------------------ | --- | ------------------------------ | ---------------- |
| |                                                        | |                                |                  |
| | Хо Кинг Чи Кинг — 00:00-47:34 Чун Чин Хо — 47:34-60:00 | Вратари | 00:00-60:00 — Димитар Димитров | Судья: Ким Но Су |
| | Голы:                                                  | |                                | Судья: Ким Но Су |
| Леннон Лок Лам О Юн — 02:01 (С. М. Я. Танг) Леннон Лок Лам О Юн (бол.) — 08:55 (Юн Чун Йин, С. М. Я. Танг) Лау Чи Лок — 26:39 (Э. Ч. Х. Шам, Дж. В. Ч. Тай) | 1:0 2:0 2:1 2:2 2:3 2:4 3:4 3:5 3:6 3:7 3:8 3:9 3:10   | 09:20 — Георгий Искренов (В. Диков, В. Васильев) 11:14 — Мартин Николов (И. Ходулов, М. Бояджиев) 16:13 — Даниэль Дилков (бол.) (В. Васильев) 19:08 — Георгий Искренов (Я. Гатчев, В. Диков) 36:05 — Станислав Мухачев (А. Йотов, М. Васильев) 39:29 — Даниэль Дилков (Я. Гатчев) 42:44 — Алексей Йотов (В. Диков, М. Васильев) 47:34 — Станислав Мухачев (А. Йотов, М. Васильев) 53:28 — Георгий Искренов (мен.) (Р. Младенов, В. Диков) 58:13 — Георгий Искренов (В. Диков) |                                | Судья: Ким Но Су |
| |                                                        | |                                | Судья: Ким Но Су |
| |                                                        | |                                | Судья: Ким Но Су |
| |                                                        | |                                | Судья: Ким Но Су |
| 10 мин | Штраф                                                  | 18 мин |                                | Судья: Ким Но Су |
| |                                                        | |                                |                  |
| | 13                                                     | Броски | 84                             |                  |

| 13 апреля 2017 | Болгария | 5 : 0 (ТП) | Босния и Герцеговина | Зимний дворец спорта, София |

| Отчёт | Отчёт | Отчёт | Отчёт | Отчёт |
| ----- | ----- | ----- | ----- | ----- |
|       |       |       |       |       |
|       |       |       |       |       |
|       |       |       |       |       |
|       |       |       |       |       |
|       |       |       |       |       |
|       |       |       |       |       |
|       |       |       |       |       |
|       |       |       |       |       |
|       |       |       |       |       |

| 13 апреля 2017 16:30 | Тайвань | 2 : 5 (0:3, 1:1, 1:1) | Гонконг | Зимний дворец спорта, София Зрителей: 50 |

| Отчёт                                                                                       | Отчёт                                              | Отчёт | Отчёт                         | Отчёт                    |
| ------------------------------------------------------------------------------------------- | -------------------------------------------------- | --- | ----------------------------- | ------------------------ |
|                                                                                             |                                                    | |                               |                          |
|                                                                                             | Ляо Ю Чен — 00:00-13:59 Юань Шен Чун — 13:59-60:00 | Вратари | 00:00-60:00 — Хо Кинг Чи Кинг | Судья: Кая Джемаль Эрсин |
|                                                                                             | Голы:                                              | |                               | Судья: Кая Джемаль Эрсин |
| Ян Сяо Хао (бол.) — 27:50 (Чан Це Вей, Вей Ю Ку) Лин Цзу Чи — 45:03 (Пай Ю Чи, Цен Ха Тинь) | 0:1 0:2 0:3 1:3 1:4 2:4 2:5                        | 06:13 — Леннон Лок Лам О Юн (бол.) 13:34 — Кан Сю Хим (Чау Чи Ёк) 13:59 — Нган Чёк Лон (Чау Чи Ёк) 31:38 — Кан Сю Хим (Т. Лён) 58:54 — Чау Чи Ёк (мен.)(п.в.) |                               | Судья: Кая Джемаль Эрсин |
|                                                                                             |                                                    | |                               | Судья: Кая Джемаль Эрсин |
|                                                                                             |                                                    | |                               | Судья: Кая Джемаль Эрсин |
|                                                                                             |                                                    | |                               | Судья: Кая Джемаль Эрсин |
| 16 мин                                                                                      | Штраф                                              | 12 мин |                               | Судья: Кая Джемаль Эрсин |
|                                                                                             |                                                    | |                               |                          |
|                                                                                             | 31                                                 | Броски | 23                            |                          |

## Группа В

### Таблица
| М | Сборная    | И | В | ВО | ПО | П | ШЗ | ШП | РШ  | О |
| - | ---------- | - | - | -- | -- | - | -- | -- | --- | - |
| 1 | Люксембург | 3 | 3 | 0  | 0  | 0 | 26 | 5  | +21 | 9 |
| 2 | Грузия     | 3 | 2 | 0  | 0  | 1 | 29 | 11 | +18 | 6 |
| 3 | ЮАР        | 3 | 1 | 0  | 0  | 2 | 14 | 9  | +5  | 3 |
| 4 | ОАЭ        | 3 | 0 | 0  | 0  | 3 | 0  | 44 | -44 | 0 |

### Результаты
Время местное (UTC+3).
| 10 апреля 2017 13:00 | Люксембург | 17 : 0 (4:0, 6:0, 7:0) | ОАЭ | Зимний дворец спорта, София Зрителей: 50 |

| Отчёт | Отчёт                                                                       | Отчёт   | Отчёт                           | Отчёт             |
| --- | --------------------------------------------------------------------------- | ------- | ------------------------------- | ----------------- |
| |                                                                             |         |                                 |                   |
| | Филипп Лепаж — 00:00-60:00                                                  | Вратари | 00:00-60:00 — Халид Аль-Суваиди | Судья: Михал Баца |
| | Голы:                                                                       |         |                                 | Судья: Михал Баца |
| Бенни Вельтер — 01:15 (Э. Вамбах, К. Линстер) Мирослав Моср — 04:07 (Б. Удремон) Кай Линстер (мен.) — 07:01 (Б. Вельтер, Т. Беран) Маркус Эрикссон — 11:00 (Р. Беран) Роберт Беран — 20:24 (М. Эрикссон, К. Кэннон) Эрик Вамбах — 21:03 (М. Моср) Кольм Кэннон — 22:48 (Р. Беран) Роберт Беран — 32:56 (К. Каннон) Кольм Кэннон — 33:27 (Б. Удремон, М. Моср) Бен Удремон — 37:31 (К. Линстер) Кольм Кэннон — 40:15 (Р. Беран) Бенни Вельтер (мен.) — 44:41 (Т. Беран) Кольм Кэннон (бол.) — 47:08 (М. Эрикссон, Р. Беран) Кай Линстер (бол.) — 50:00 (Б. Удремон) Кольм Кэннон — 53:55 (Ф. Шонс, Н. Моссон) Бенни Вельтер — 54:06 (Р. Беран) Боб Линстер — 59:20 (Н. Моссон) | 1:0 2:0 3:0 4:0 5:0 6:0 7:0 8:0 9:0 10:0 11:0 12:0 13:0 14:0 15:0 16:0 17:0 |         |                                 | Судья: Михал Баца |
| |                                                                             |         |                                 | Судья: Михал Баца |
| |                                                                             |         |                                 | Судья: Михал Баца |
| |                                                                             |         |                                 | Судья: Михал Баца |
| 12 мин | Штраф                                                                       | 12 мин  |                                 | Судья: Михал Баца |
| |                                                                             |         |                                 |                   |
| | 52                                                                          | Броски  | 8                               |                   |

| 10 апреля 2017 16:30 | ЮАР | 5 : 6 (1:1, 1:2, 3:3) | Грузия | Зимний дворец спорта, София Зрителей: 100 |

| Отчёт | Отчёт                                      | Отчёт | Отчёт                        | Отчёт              |
| --- | ------------------------------------------ | --- | ---------------------------- | ------------------ |
| |                                            | |                              |                    |
| | Шарль Преториус — 00:00-58:53              | Вратари | 00:00-60:00 — Андрей Ильенко | Судья: Иван Фатеев |
| | Голы:                                      | |                              | Судья: Иван Фатеев |
| Дин Магмоед (бол.) — 05:44 (К. Биррелль, К. Бремнер) Хоаким Валадас — 28:35 Утман Самаай (бол.) — 48:35 (Д. Гонсалвеш) Андрэ Маре — 52:09 Марк Жиё — 55:08 (А. Маре) | 0:1 :1 2:1 2:2 2:3 2:4 2:5 3:5 3:6 4:6 5:6 | 04:12 — Виталий Думбадзе (А. Козюлин) 33:57 — Виталий Думбадзе (Г. Филимонов, М. Шалунов) 36:06 — Михаил Шалунов (бол.) (А. Курбатов, В. Думбадзе) 42:50 — Артём Курбатов (Г. Джейранашвили) 47:43 — Григорий Филимонов (бол.) (А. Курбатов) 51:52 — Артём Курбатов (бол.) (В. Думбадзе, А. Козюлин) |                              | Судья: Иван Фатеев |
| |                                            | |                              | Судья: Иван Фатеев |
| |                                            | |                              | Судья: Иван Фатеев |
| |                                            | |                              | Судья: Иван Фатеев |
| 46 мин | Штраф                                      | 48 мин |                              | Судья: Иван Фатеев |
| |                                            | |                              |                    |
| | 34                                         | Броски | 19                           |                    |

| 11 апреля 2017 13:00 | Люксембург | 6 : 4 (1:1, 3:1, 2:2) | Грузия | Зимний дворец спорта, София Зрителей: 50 |

| Отчёт | Отчёт                                   | Отчёт | Отчёт          | Отчёт                    |
| --- | --------------------------------------- | --- | -------------- | ------------------------ |
| |                                         | |                |                          |
| | Филипп Лепаж                            | Вратари | Андрей Ильенко | Судья: Джемаль Эрсин Кая |
| | Голы:                                   | |                | Судья: Джемаль Эрсин Кая |
| Франсуа Шонс — 13:29 (бол.) (К. Каннон, Р. Беран) Маркус Эрикссон — 20:31 (Р. Беран, К. Каннон) Робер Беран — 25:25 (бол.) (К. Каннон) Колм Каннон — 36:39 (Р. Беран, М. Эрикссон) Бенни Вельтер — 57:10 (бол.) (Р. Беран) Маркус Эрикссон — 59:09 (п.в.) | 1:0 1:1 2:1 3:1 4:1 4:2 4:3 5:3 5:4 6:4 | 19:40 (бол.) — Артём Козюлин (А. Курбатов) 37:35 (бул.) — Иван Швецов 42:07 — Иван Швецов (А. Козюлин) 58:13 — Григорий Филимонов (А. Курбатов, И. Швецов) |                | Судья: Джемаль Эрсин Кая |
| |                                         | |                | Судья: Джемаль Эрсин Кая |
| |                                         | |                | Судья: Джемаль Эрсин Кая |
| |                                         | |                | Судья: Джемаль Эрсин Кая |
| 22 мин | Штраф                                   | 46 мин |                | Судья: Джемаль Эрсин Кая |
| |                                         | |                |                          |
| | 40                                      | Броски | 25             |                          |

| 11 апреля 2017 16:30 | ОАЭ | 0 :8 (0:1, 0:4, 0:3) | ЮАР | Зимний дворец спорта, София Зрителей: 50 |

| Отчёт  | Отчёт                           | Отчёт | Отчёт    | Отчёт             |
| ------ | ------------------------------- | --- | -------- | ----------------- |
|        |                                 | |          |                   |
|        | Ахмед Аль-Дахери                | Вратари | Гари Бок | Судья: Михал Баца |
|        | Голы:                           | |          | Судья: Михал Баца |
|        | 0:1 0:2 0:3 0:4 0:5 0:6 0:7 0:8 | 04:05 — Ксандер Бота (К. Бремнер) 26:43 — Дилан Комптон (Ж. Валадас) 32:48 — Жан-Мишель ван Дусбург (У. Самаай, М. де Ягер) 33:14 (бол.) — Утман Самаай (К. Биррелл) 38:08 (бол.) — Дин Магмуд (К. Биррелл, К. Бота) 49:05 — Маринус де Ягер (М. Эдвардс, Б. Хасселман) 54:29 (мен.) — Жан-Мишель ван Дусбург (К. Бота) 58:28 (мен.) — Джейсон Гонсалвеш |          | Судья: Михал Баца |
|        |                                 | |          | Судья: Михал Баца |
|        |                                 | |          | Судья: Михал Баца |
|        |                                 | |          | Судья: Михал Баца |
| 14 мин | Штраф                           | 30 мин |          | Судья: Михал Баца |
|        |                                 | |          |                   |
|        | 12                              | Броски | 33       |                   |

| 13 апреля 2017 13:00 | Грузия | 19 : 0 (9:0, 2:0, 8:0) | ОАЭ | Зимний дворец спорта, София Зрителей: 300 |

| Отчёт | Отчёт                                                                                 | Отчёт   | Отчёт             | Отчёт            |
| --- | ------------------------------------------------------------------------------------- | ------- | ----------------- | ---------------- |
| |                                                                                       |         |                   |                  |
| | Андрей Ильенко                                                                        | Вратари | Халид Аль-Суваиди | Судья: Миха Байт |
| | Голы:                                                                                 |         |                   | Судья: Миха Байт |
| Иван Швецов — 04:13 (бол.) (А. Козюлин, В. Думбадзе) Иван Швецов — 04:31 (Г. Филимонов) Михаил Шалунов — 07:50 (Г. Оганезиани, А. Курбатов) Гия Оганезиани — 08:58 (И. Швецов) Артём Козюлин — 11:39 (И. Швецов, Г. Филимонов) Григорий Филимонов — 13:29 (И. Швецов, А. Курбатов) Артём Козюлин — 13:39 Артём Козюлин — 15:09 (Г. Джейранашвили) Михаил Шалунов — 18:25 (А. Козюлин) Артём Курбатов — 20:36 (бол.) (И. Швецов) Виталий Думбадзе — 37:58 (М. Шалунов) Артём Козюлин — 49:08 (мен.) (М. Шалунов) Виталий Думбадзе — 49:38 (А. Курбатов, А. Козюлин) Артём Козюлин — 51:24 (А. Курбатов, В. Думбадзе) Артём Курбатов — 52:57 (И. Швецов) Артём Козюлин — 54:53 (мен.) Артём Козюлин — 57:40 (В. Думбадзе) Артём Козюлин — 59:07 (Г. Филимонов) Артём Курбатов — 59:41 (В. Думбадзе) | 1:0 2:0 3:0 4:0 5:0 6:0 7:0 8:0 9:0 10:0 11:0 12:0 13:0 14:0 15:0 16:0 17:0 18:0 19:0 |         |                   | Судья: Миха Байт |
| |                                                                                       |         |                   | Судья: Миха Байт |
| |                                                                                       |         |                   | Судья: Миха Байт |
| |                                                                                       |         |                   | Судья: Миха Байт |
| 30 мин | Штраф                                                                                 | 10 мин  |                   | Судья: Миха Байт |
| |                                                                                       |         |                   |                  |
| | 63                                                                                    | Броски  | 14                |                  |

| 13 апреля 2017 20:00 | ЮАР | 1 : 3 (0:1, 0:0, 1:2) | Люксембург | Зимний дворец спорта, София Зрителей: 250 |

| Отчёт                               | Отчёт           | Отчёт | Отчёт       | Отчёт            |
| ----------------------------------- | --------------- | --- | ----------- | ---------------- |
|                                     |                 | |             |                  |
|                                     | Шарль Преториус | Вратари | Жиль Манжен | Судья: Ким Но Су |
|                                     | Голы:           | |             | Судья: Ким Но Су |
| Жоаким Валадас — 50:54 (К. Биррелл) | 0:1 :1 1:2 1:3  | 07:04 — Стивен Минден (Д. Хольцем) 56:46 — Робер Беран (К. Каннон, М. Эрикссон) 59:11 (п.в.) — Бен Удремон (Д. Хольцем) |             | Судья: Ким Но Су |
|                                     |                 | |             | Судья: Ким Но Су |
|                                     |                 | |             | Судья: Ким Но Су |
|                                     |                 | |             | Судья: Ким Но Су |
| 6 мин                               | Штраф           | 18 мин |             | Судья: Ким Но Су |
|                                     |                 | |             |                  |
|                                     | 36              | Броски | 14          |                  |

## Финальный турнир

### Матчи за 5 — 8 место
Время местное (UTC+3).
| 15 апреля 2017 | ЮАР | 5 : 0(ТП) | Босния и Герцеговина |  |

| Отчёт | Отчёт | Отчёт | Отчёт | Отчёт |
| ----- | ----- | ----- | ----- | ----- |
|       |       |       |       |       |
|       |       |       |       |       |
|       |       |       |       |       |
|       |       |       |       |       |
|       |       |       |       |       |
|       |       |       |       |       |
|       |       |       |       |       |
|       |       |       |       |       |
|       |       |       |       |       |

| 15 апреля 2017 13:00 | Тайвань | 4 : 0 (3:0, 0:0, 1:0) | ОАЭ | Зимний дворец спорта, София Зрителей: 50 |

| Отчёт  | Отчёт | Отчёт  | Отчёт | Отчёт                    |
| ------ | ----- | ------ | ----- | ------------------------ |
|        |       |        |       |                          |
|        |       |        |       | Судья: Кая Джемаль Эрсин |
|        |       |        |       |                          |
|        |       |        |       |                          |
|        |       |        |       |                          |
|        |       |        |       |                          |
|        |       |        |       |                          |
| 26 мин | Штраф | 23 мин |       |                          |
|        |       |        |       |                          |
|        | 40    | Броски | 28    |                          |

### Матчи за 1 — 4 место
Время местное (UTC+3).
| 15 апреля 2017 16:30 | Люксембург | 8 : 1 (3:0, 2:1, 3:0) | Гонконг | Зимний дворец спорта, София Зрителей: 250 |

| Отчёт | Отчёт | Отчёт  | Отчёт | Отчёт              |
| ----- | ----- | ------ | ----- | ------------------ |
|       |       |        |       |                    |
|       |       |        |       | Судья: Иван Фатеев |
|       |       |        |       |                    |
|       |       |        |       |                    |
|       |       |        |       |                    |
|       |       |        |       |                    |
|       |       |        |       |                    |
| 2 мин | Штраф | 2 мин  |       |                    |
|       |       |        |       |                    |
|       | 52    | Броски | 13    |                    |

| 15 апреля 2017 20:00 | Болгария | 9 : 3 (4:0, 2:1, 3:2) | Грузия | Зимний дворец спорта, София Зрителей: 750 |

| Отчёт  | Отчёт | Отчёт  | Отчёт | Отчёт             |
| ------ | ----- | ------ | ----- | ----------------- |
|        |       |        |       |                   |
|        |       |        |       | Судья: Михал Баца |
|        |       |        |       |                   |
|        |       |        |       |                   |
|        |       |        |       |                   |
|        |       |        |       |                   |
|        |       |        |       |                   |
| 12 мин | Штраф | 40 мин |       |                   |
|        |       |        |       |                   |
|        | 64    | Броски | 37    |                   |

### Матч за 7-е место
Время местное (UTC+1).
| 16 апреля 2017 | ОАЭ | 5 : 0(ТП) | Босния и Герцеговина | Зимний дворец спорта, София |

| Отчёт | Отчёт | Отчёт | Отчёт | Отчёт |
| ----- | ----- | ----- | ----- | ----- |
|       |       |       |       |       |
|       |       |       |       |       |
|       |       |       |       |       |
|       |       |       |       |       |
|       |       |       |       |       |
|       |       |       |       |       |
|       |       |       |       |       |
|       |       |       |       |       |
|       |       |       |       |       |

### Матч за 5-е место
Время местное (UTC+1).
| 16 апреля 2017 12:30 | ЮАР | 7 : 3 (3:2, 3:0, 1:1) | Тайвань | Зимний дворец спорта, София Зрителей: 150 |

| Отчёт  | Отчёт | Отчёт  | Отчёт | Отчёт            |
| ------ | ----- | ------ | ----- | ---------------- |
|        |       |        |       |                  |
|        |       |        |       | Судья: Ким Но Су |
|        |       |        |       |                  |
|        |       |        |       |                  |
|        |       |        |       |                  |
|        |       |        |       |                  |
|        |       |        |       |                  |
| 18 мин | Штраф | 8 мин  |       |                  |
|        |       |        |       |                  |
|        | 42    | Броски | 15    |                  |

### Матч за 3-е место
Время местное (UTC+1).
| 16 апреля 2017 16:00 | Гонконг | 3 : 14 (1:6, 1:3, 1:5) | Грузия | Зимний дворец спорта, София Зрителей: 50 |

| Отчёт | Отчёт | Отчёт  | Отчёт | Отчёт            |
| ----- | ----- | ------ | ----- | ---------------- |
|       |       |        |       |                  |
|       |       |        |       | Судья: Миха Байт |
|       |       |        |       |                  |
|       |       |        |       |                  |
|       |       |        |       |                  |
|       |       |        |       |                  |
|       |       |        |       |                  |
| 6 мин | Штраф | 6 мин  |       |                  |
|       |       |        |       |                  |
|       | 24    | Броски | 43    |                  |

### Финал
Время местное (UTC+1).
| 16 апреля 2017 19:30 | Люксембург | 10 : 4 (3:3, 4:1, 3:0) | Болгария | Зимний дворец спорта, София Зрителей: 950 |

| Отчёт  | Отчёт | Отчёт  | Отчёт | Отчёт              |
| ------ | ----- | ------ | ----- | ------------------ |
|        |       |        |       |                    |
|        |       |        |       | Судья: Иван Фатеев |
|        |       |        |       |                    |
|        |       |        |       |                    |
|        |       |        |       |                    |
|        |       |        |       |                    |
|        |       |        |       |                    |
| 10 мин | Штраф | 32 мин |       |                    |
|        |       |        |       |                    |
|        | 31    | Броски | 61    |                    |

## Рейтинг и статистика

### Итоговое положение команд
| 1. | Люксембург           |
| 2. | Болгария             |
| 3. | Грузия               |
| 4. | Гонконг              |
| 5. | ЮАР                  |
| 6. | Тайвань              |
| 7. | ОАЭ                  |
| 8. | Босния и Герцеговина |

 Команда, выходящая в группу В второго дивизиона чемпионата мира 2018 года